# Calamaria forcarti
Calamaria forcarti là một loài rắn trong họ Rắn nước. Loài này được Inger & Marx mô tả khoa học đầu tiên năm 1965.